# 鶴舞カントリー倶楽部
鶴舞カントリー倶楽部（つるまいカントリーくらぶ）は、千葉県市原市にあるゴルフ場である。

## 概要
「鶴舞カントリー倶楽部」は、新たなゴルフ場の建設に向けて三井化学株式会社の手により母体会社「国際空港商事株式会社」が設立され、運営会社である「房総興発株式会社」が設立されたことが始まり。ゴルフ場の建設用地は、千葉県市原市田尾地区で、コース設計は井上誠一に依頼し、1971年（昭和46年）11月21日、36ホール規模のゴルフ場が開場された。
コースは、井上の設計思想でもある自然のそのままの丘陵地を生かしたダイナミックなコースレイアウトに造られていおり、山と谷、池と橋のそれぞれが上手く配された、自然林にも恵まれたコースである。東コース、西コースともに、2010年（平成22年）から、女子プロトーナメントなどの舞台となっている。
1998年（平成10年）、鶴舞カントリー倶楽部の経営会社である国際空港商事から、房総興発の全株式を取得した「三井物産|三井物産株式会社」に経営権が移ることとなった。
2005年（平成17年）12月1日、経営会社で施設の所有者である房総興発の全株式を「東急不動産株式会社」が取得するとともに、「株式会社東急リゾートサービス」の長谷川勤が代表に就任した。

## 所在地
〒290-0515 千葉県市原市田尾1293-2

## コース情報
- 開場日 - 1971年11月21日
- 設計者 - 井上 誠一
- 面積 - 2,310,000m2（約69.8万坪）
- コースタイプ - 林間コース
- コース - 36ホールズ、パー144、EASTコース6,940ヤード、WESTコース6,920ヤード、コースレート、EASTコース73.0、WESTコース73.0
- フェアウェー - コウライ
- ラフ - ノシバ
- グリーン - 2グリーン、ベント
- ハザード - バンカー、池が絡むホール
- ラウンドスタイル - メンバーはキャディ付きまたはセルフ選択制、ビジターはキャディ付、5人乗り電磁誘導
- 練習場 - 25打席270ヤード
- 休場日 - 無し[3][4]

## クラブ情報
- ハウス面積 - 4,300m2（1,300.7坪）
- ハウス設計 - 大成建設株式会社
- ハウス施工 - 大成建設株式会社[3][4]

## ギャラリー
- コース - 「鶴舞カントリー倶楽部」、コース紹介、2021年9月13日閲覧
- ハウス - 「鶴舞カントリー倶楽部」、施設案内、2021年9月13日閲覧

## 交通アクセス
鉄道
- 内房線 - 五井駅より クラブバス利用 約35分
- 外房線 - 茂原駅より タクシー利用 約25分[5]

道路
- 館山自動車道 - 市原ICより 22Km
- 首都圏中央連絡自動車道 - 市原鶴舞ICより 2Km[5]

## 競技開催実績
- 2010年（平成22年） - サイバーエージェントレディスゴルフトーナメント・東コース[6]
- 2011年（平成23年） - サイバーエージェントレディスゴルフトーナメント・東コース[7]
- 2012年（平成24年） - サイバーエージェントレディスゴルフトーナメント・東コース[8]
- 2013年（平成25年） - サイバーエージェントレディスゴルフトーナメント・東コース[9]
- 2014年（平成26年） - サイバーエージェントレディスゴルフトーナメント・西コース[10]
- 2015年（平成27年） - サイバーエージェントレディスゴルフトーナメント・西コース[11]

## 関連文献
- 『ゴルフ場ガイド 東版』、2006-2007、「鶴舞カントリー倶楽部」、東京 ゴルフダイジェスト社、2006年5月、2021年9月13日閲覧
- 『月刊ゴルフマネジメント』、「クローズアップ21(その73)鶴舞カントリー倶楽部 東急不動産系列移行で設備投資を加速」、東京 一季出版、2007年1月、2021年9月13日閲覧
- 『ゴルフ場セミナー』、「クラブハウス探訪 鶴舞カントリー倶楽部(千葉県・36H) 重厚感から柔らか味あるゆとりの空間へ」、東京 ゴルフダイジェスト社、2014年12月、2021年9月13日閲覧